# Adonis (költő)
Adonis (Alí Ahmad Sa'íd Asbar) (Al-Qassabin, Szíria, 1930. január 1. –) költő, esszéista, műfordító. Az első arabul író szerző, akit Goethe-díjjal tüntettek ki. A 2015-ös irodalmi Nobel-díj egyik esélyese.

## Életpályája
1930. január 1-jén született Szíriában. 1947 óta a saját magának választott Adonis (Szíriában a halál és újjászületés istenét hívják így, az egyiptomi Osiris megfelelője) néven publikál. 1954-ben filozófia diplomát szerzett Damaszkuszban, később arab irodalomból doktorált. 1956-ban fél évre politikai okokból bebörtönözték; ezután Libanonba költözött, ahol 1957-ben Júszuf al-Khállal létrehozták a Majallat Si'r (Költészet) folyóiratot. Ebben először közöltek fordításban nyugati költőket (például Ezra Poundot, T. S. Eliotot, René Chart, Yves Bonnefoyt, Paul Claudelt, William Butler Yeats-t, García Lorcát). A folyóirat 1964-ben megszűnt ugyan, de hatása mindmáig érezhető az arab költészetben. Az angol versek átültetése mellett a nevéhez fűződik Ovidius Átváltozások (Metamorphoses) című művének első teljes arab fordítása. Ez 2002-ben jelent meg.
Életművét húsz verseskötet, tizennégy esszé- és kritikakötet képezi, de például az 1964-es Arab költészet című több kötetes antológia szerkesztése is fontos szerepet játszik a modern arab költészeti életre gyakorolt nagy hatásában. Az 1980-as évektől ideje nagy részét Párizsban tölti, de több amerikai és nyugat-európai egyetemen tanított, vezetett költészeti szemináriumokat. Tanított például a Sorbonne‐on, a damaszkuszi és a libanoni egyetemen, valamint 1990-től a Genfi Egyetemen.
Az arab és francia nyelven alkotó költőnek magyarul 2014-ben Budapesten, a Pen Club Pluralica gondozásában jelent meg Tükör Orfeusznak című kötete, Tüske László válogatta és szerkesztette. A fordítók: Boros Attila, Keresztély Kata, Mestyán Ádám, Molnár Miklós, Tüske László, Varga Mátyás. A kötet megjelenésekor ezt írták: „Életműve mutatja, milyen mélységben, a költészetet mennyire gazdagító módon látja, élvezi és használja a lokális mitológia elemeit, párhuzamait és egybejátszásait. A válogatás során arra törekedtünk, hogy átfogó képet adjunk az életmű egészéről. Ez az első magyar nyelvű kötete, amely annak alkalmából jelent meg, hogy 2014-ben elnyerte a Janus Pannonius Költészeti Nagydíjat.”
2007-ben a norvégiai Academy of Literature and Freedom of Expression Bjørnson-díjban részesítette, 2011 nyarán pedig Goethe-díjjal jutalmazták addigi munkásságát, s a németországi zsűri korunk legjelentősebb arab költőjének titulálta. 2013-ban Petrarca-díjat nyert. Számos nemzetközi díja mellett 1988 óta neve évről évre felmerül az irodalmi Nobel-díjra esélyes szerzők között.
Többször hangot adott politikai véleményének, ítélte el az arab kultúra dogmatizálását. Kétszer változtatott hazát. Erről így fogalmaz: „háromszor született meg. Ha választani lehet, azt szereti, ha egyszerűen Adoniszként hivatkoznának rá.” Bár van véleménye Szíria helyzetéről, hangsúlyozza, nem szereti a politikát, ahogy a vallást sem. Szerinte az arab világot visszaveti a vallás, mert intézményesül, és rákényszerítik a társadalomra. Az egyén választását viszont tiszteli, akár vallásos, akár nem.

## Művei
- Adonisz: Tükör Orfeusznak; válogatta, szerkesztette: Tüske László, fordította: Boros Attila, Keresztély Kata, Mestyán Ádám, Molnár Miklós, Tüske László, Varga Mátyás; PEN Club–Pluralica, Budapest, 2014

## Díjai, kitüntetései
- 1968 Prix des Amis du Livre, Bejrút[18]
- 1971 Syria-Lebanon Award of the International Poetry Forum, Pittsburg.[19]
- 1974 National Prize of Poetry, Bejrút
- 1983 Member of the Académie Stéphane Mallarmé
- 1983 Appointed "Officier des Arts et des Lettres" by the Ministry of Culture, Párizs
- 1986 Grand Prix des Biennales Internationales de la Poesie de Liège (Highest Award of the International Poem Biennial), Brussels.[20]
- 1990 Member of Académie Universelle des Cultures, Párizs
- 1991 Prix Jean-Marlieu-Etranger, Marseille
- 1993 Feronia-Cita di Fiamo Priwe, Róma
- 1995 International Nazim Hikmet Poetry Award (első díjazott)[21]
- 1995 Prix Méditerranée-Etranger, Franciaország
- 1995 Prize of Lebanese Cultural Forum in France
- 1997 Golden Wreath of Struga Poetry Evenings
- 1997 Ordre des Arts et des Lettres, Franciaország[22]
- 1999 Nonino Poetry Award, Olaszország[23]
- 2001 Goethe Medal[24]
- 2002–2003 Al Owais Award for Cultural & Scientific Achievements[25]
- 2003 America Award in Literature
- 2006 Medal of the Italian Cabinet. Awarded by the International Scientific Committee of the Manzu Centre
- 2006 Prize of "Pio Manzu – Centro Internazionale Recherche"
- 2007 Bjørnson Prize[26]
- 2011 Goethe Prize[27]
- 2013 Golden Tibetan Antelope International Prize[28]
- 2013 Petrarca-Preis[24]
- 2014 Janus Pannonius Költészeti Nagydíj[29]
- 2015 Asan Viswa Puraskaram- Kumaranasan World Prize for Poetry[30]
- 2015 Erich-Maria-Remarque-Friedenspreis[24]
- 2016 Stig Dagerman Prize[31]
- 2017 PEN/Nabokov Award for Achievement in International Literature[32]